# 惠宾街道
惠宾街道是中华人民共和国辽宁省盘锦市兴隆台区下辖的一个街道办事处。
2016年7月22日盘锦市兴隆台区人民政府下发《兴隆台区行政区划调整方案》的通知，将红村街道撤销，下辖的红村社区并入惠宾街道。

## 行政区划
惠宾街道下辖以下村级行政区划单位：
红村社区、于家社区、二十里村、荒地村、前胡村、胡家村和大岗子村。